# Drosophila guptai
Drosophila guptai este o specie de muște din genul Drosophila, familia Drosophilidae, descrisă de Dwivedi în anul 1979. Conform Catalogue of Life specia Drosophila guptai nu are subspecii cunoscute.